# Cyborg 2 - Skleněný stín
Cyborg 2 - Skleněný stín (v anglickém originále Cyborg 2) je americký akční film z roku 1993. Režisérem filmu je Michael Schroeder. Hlavní role ve filmu ztvárnili Elias Koteas, Angelina Jolie, Jack Palance, Jean-Claude Van Damme a Billy Drago.

## Obsazení
| Elias Koteas          | Colton Ricks        |
| Angelina Jolie        | Casella Reese       |
| Jack Palance          | Mercy               |
| Jean-Claude Van Damme | Gibson Rickenbacker |
| Billy Drago           | Danny Bench         |
| Karen Sheperd         | Chen                |
| Allen Garfield        | Martin Dunn         |
| Renee Griffin         | Dreena              |